# Castelul Zakimi
Castelul Zakimi (座喜味城 zakimi-gusuku, zakimi-jō?) este un castel de tip „gusuku” (fortificații specifice insulelor Ryukyu) din satul Yomitan, Prefectura Okinawa, Japonia. Castelul a fost construit între anii 1416 și 1422 și a servit drept reședință a feudalului Gosamaru (護佐丸?) din regatul medieval en:Chuzan (partea centrală a insulei Okinawa. După cucerirea regatului en:Nanzan (partea de sud a insulei), castelul a pierdut importanța sa trategică și treptat s-a transformat în ruine.
Înainte de și în timpul celui de-al doilea război mondial pe teritoriul castelului a fost amplasată o baterie de artilerie antiaeriană a armatei japoneze. După sfârșitul bătăliei de la Okinawa forțele americane l-au folosit ca stație de radiolocație.
În prezent castelul Zakimi se află în ruine. A fost reconstruit doar fundamentul și zidul exterior.
În anul 2000 castelul Zakimi împreună cu alte gusuku a fost inclus în Partimoniul Mondial UNESCO sub denumirea de Siturile gusuku și construcțiile aferente din regatul Ryukyu (engl. Gusuku sites and related properties of the Kingdom of Ryukyu).

## Galerie de imagini

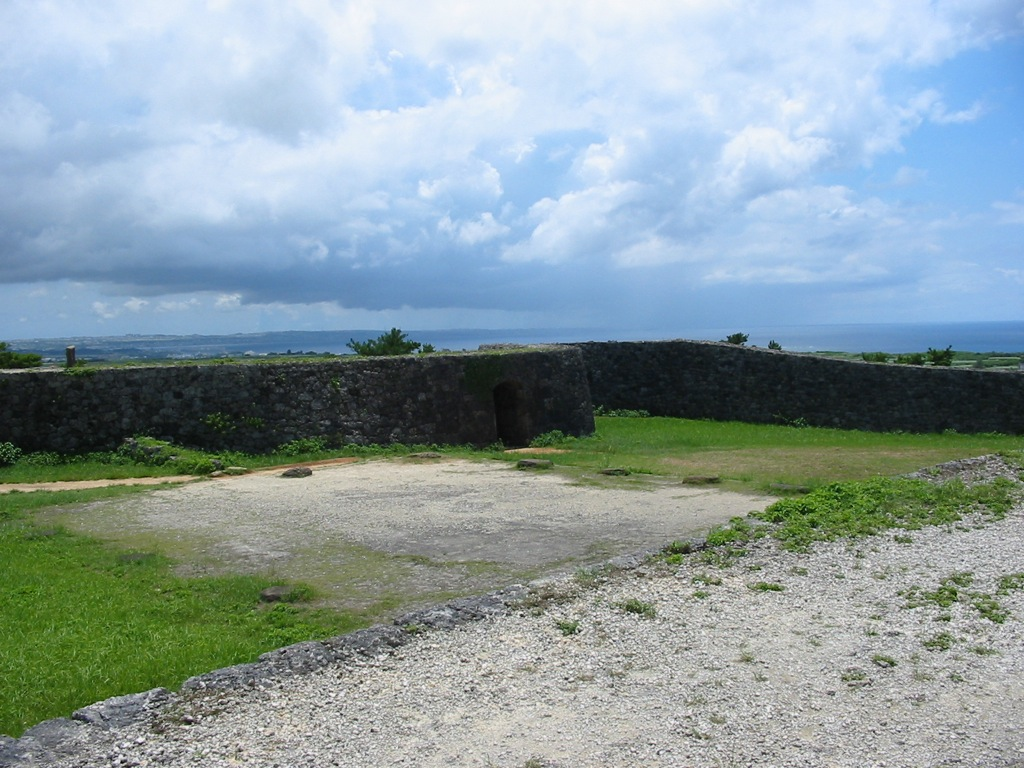
Curtea interioară a castelului
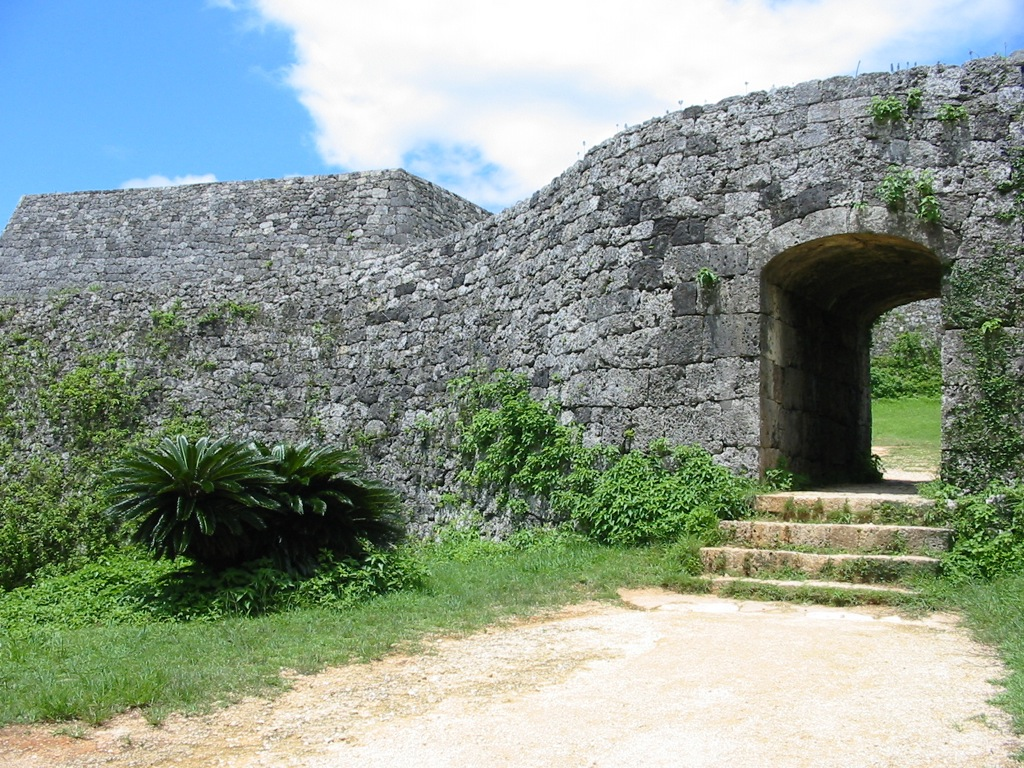
Intrarea în castel
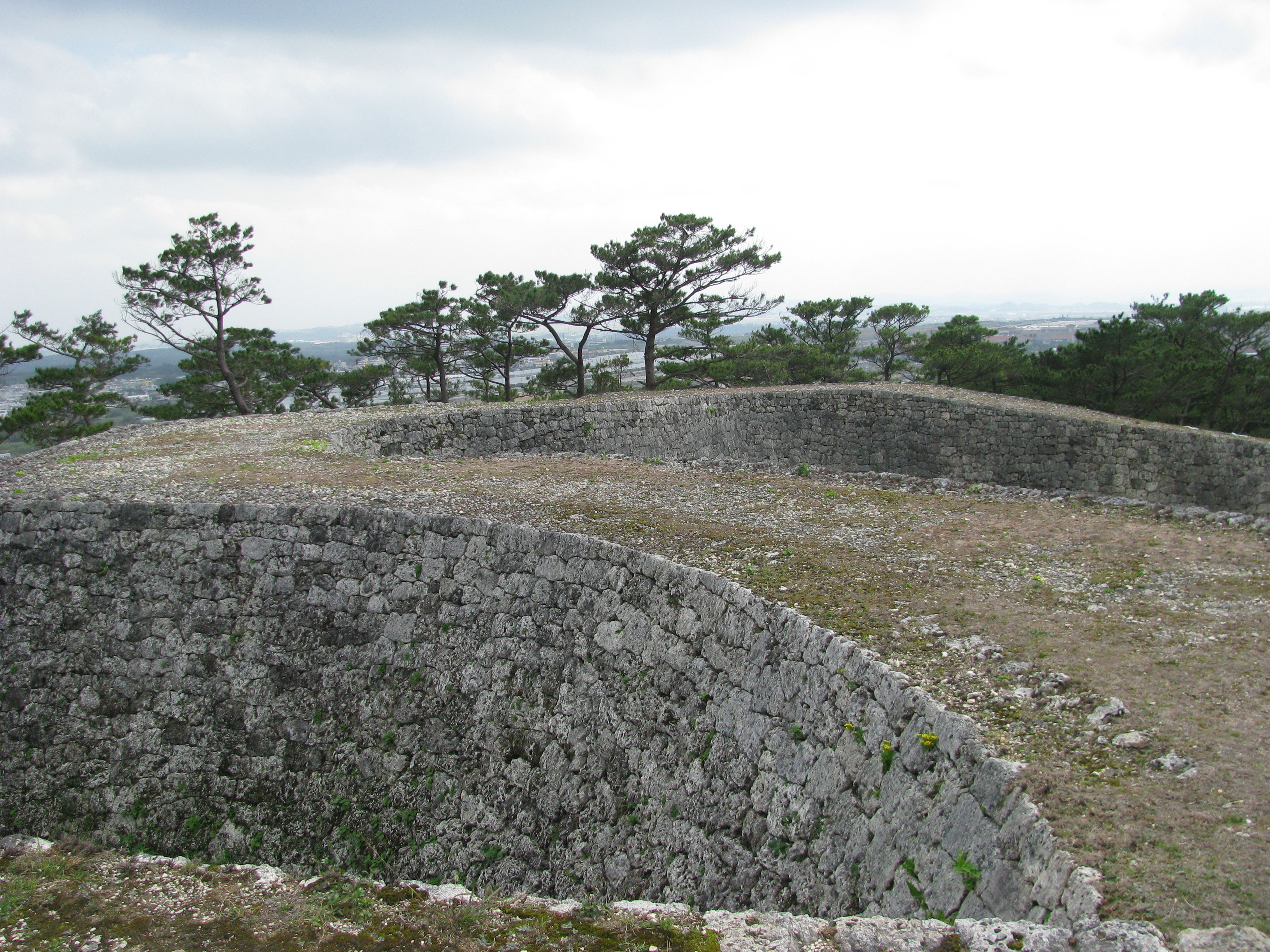
Zidul exterior de apărare